# Ordre de préséance aux États-Unis
L’ordre de préséance aux États-Unis est une hiérarchie symbolique définissant l'ordre des officiels du gouvernement fédéral des États-Unis, des forces armées américaines et des diplomates pour des événements situés aux États-Unis ou à l'étranger. Uniquement protocolaire, il ne doit pas être confondu avec l'ordre de succession présidentielle.
L'ordre de préséance est établi par le président des États-Unis, par l'intermédiaire du bureau du chef de cabinet de la Maison-Blanche, et est contrôlé par le chef du protocole des États-Unis.

## Ordre de préséance
Ordre de préséance au 20 avril 2022 :
1. Président des États-Unis
2. Chefs d'État ou monarques étrangers
3. Vice-président des États-Unis
4. Gouverneur de l'État dans lequel se déroule l’événement
5. Maire de la ville dans laquelle se déroule l’événement
6. Président de la Chambre des représentants des États-Unis
7. Juge en chef des États-Unis
8. Anciens présidents des États-Unis (du plus anciennement élu au plus récent)
  1. Bill Clinton
  2. George W. Bush
  3. Barack Obama
  4. Joe Biden
9. Ambassadeurs des États-Unis (lorsque l’événement a lieu dans le pays où l'ambassadeur est accrédité)
10. Secrétaire d'État des États-Unis
11. Secrétaire général des Nations unies
12. Ambassadeurs étrangers (par ordre de remise des lettres de créances)
13. Veuves des présidents des États-Unis (suivant la même règle que les anciens présidents)
14. Ministres et envoyés étrangers accrédités auprès États-Unis
15. Juges assesseurs de la Cour suprême des États-Unis (par ordre de nomination)
  1. Clarence Thomas
  2. Stephen Breyer
  3. Samuel Alito
  4. Sonia Sotomayor
  5. Elena Kagan
  6. Neil Gorsuch
  7. Brett Kavanaugh
  8. Amy Coney Barrett
  9. Ketanji Brown Jackson
16. Juges en chef des États-Unis ayant quitté leur poste (aucun pour le moment)
17. Juges assesseurs de la Cour suprême des États-Unis ayant quitté leurs postes
  1. David Souter
18. Membres du Cabinet (dans l'ordre de création de leur département)
  1. Secrétaire au Trésor
  2. Secrétaire à la Défense
  3. Procureur général
  4. Secrétaire à l'Intérieur
  5. Secrétaire à l'Agriculture
  6. Secrétaire au Commerce
  7. Secrétaire au Travail
  8. Secrétaire à la Santé et aux Services sociaux
  9. Secrétaire au Logement et au Développement urbain
  10. Secrétaire aux Transports
  11. Secrétaire à l'Énergie
  12. Secrétaire à l'Éducation
  13. Secrétaire aux Anciens combattants
  14. Secrétaire à la Sécurité intérieure
19. Chef de cabinet de la Maison-Blanche
20. Directeur du Bureau de la gestion et du budget
21. Directeur du Bureau de la politique nationale de contrôle des drogues
22. Représentant américain au commerce
23. Directeur du renseignement national
24. Ambassadeurs des États-Unis aux Nations unies
25. Président pro tempore du Sénat des États-Unis
26. Sénateurs des États-Unis (par ordre de séniorité)
27. Gouverneurs des États-Unis (classés selon la date d'entrée de leur État dans l'Union)
28. Anciens vice-présidents des États-Unis (suivant la même règle que les anciens présidents)
  1. Dan Quayle
  2. Al Gore
  3. Dick Cheney
  4. Mike Pence
  5. Kamala Harris
29. Représentants des États-Unis (par ordre de séniorité)
30. Délégué au Congrès (par ordre de séniorité)
31. Gouverneur de Porto Rico
32. Conseiller à la sécurité nationale
33. Conseillers auprès du Président et assistants du Président
34. Chargé d'affaires des pays étrangers
35. Anciens secrétaires d'État des États-Unis (suivant la même règle que les anciens présidents)
  1. Henry Kissinger
  2. James Baker
  3. Condoleezza Rice
  4. Hillary Clinton
  5. John Kerry
  6. Mike Pompeo
  7. Anthony Blinken
36. Secrétaires adjoints des départements exécutifs
  1. Secrétaire d'État adjoint des États-Unis
  2. Secrétaire adjoint du Trésor
  3. Secrétaire adjoint de la Défense
  4. Procureur général adjoint
  5. Secrétaire adjoint à l'Intérieur
  6. Secrétaire adjoint à l'Agriculture
  7. Secrétaire adjoint du Commerce
  8. Secrétaire adjoint au Travail
  9. Secrétaire adjoint à la Santé et aux Services sociaux
  10. Secrétaire adjoint au Logement et au Développement urbain
  11. Secrétaire adjoint aux Transports
  12. Secrétaire adjoint à l'Énergie
  13. Secrétaire adjoint à l'Éducation
  14. Secrétaire adjoint aux Anciens combattants
  15. Secrétaire adjoint à la Sécurité intérieure
37. Avocat général des États-Unis
38. Directeur de l'Agence des États-Unis pour le développement international
39. Directeur de l'Agence pour le contrôle des armes et le désarmement
40. Sous-secrétaires d'État
41. Sous-secrétaires des départements exécutifs
42. Ambassadeurs en mission spéciale
43. Secrétaires de départements militaires
  1. Secrétaire à l'Armée des États-Unis
  2. Secrétaire à la Marine des États-Unis
  3. Secrétaire à la Force aérienne des États-Unis
44. Postmaster General des États-Unis
45. Président de la Réserve fédérale des États-Unis
46. Président du Council on Environmental Quality
47. Président de l'Eximbank
48. Président du Federal Retirement Thrift Investment Board
49. Chef d'état-major des armées des États-Unis
50. Sous-secrétaires à la Défense
51. Vice-chef d'État-Major des armées des États-Unis
52. Joint Chiefs of Staff (dans l'ordre de nomination)
  1. Commandant du Corps des Marines (Eric M. Smith)
  2. Chef d'état-major de l'United States Army (Randy A. George)
  3. Chef des opérations navales (Michael M. Gilday)
  4. Chef d'état major de l'United States Air Force (David L. Goldfein)
  5. Chef du bureau de la Garde nationale (Frank J. Grass)
53. Commandant de l'United States Coast Guard (Robert Papp)
54. Commandants des Unified Combatant Command
  1. United States Africa Command (Stephen J. Townsend)
  2. United States Central Command (Kenneth F. McKenzie Jr.)
  3. United States European Command (Philip M. Breedlove)
  4. United States Northern Command (Terrence J. O'Shaughnessy)
  5. United States Pacific Command (Philip S. Davidson)
  6. United States Southern Command (Kurt W. Tidd)
  7. United States Special Operations Command (Raymond A. Thomas)
  8. United States Strategic Command (John E. Hyten)
  9. United States Transportation Command (Stephen R. Lyons)
55. General of the Army, General of the Air Force, Fleet admiral